# Pierre Bury
Pour les articles homonymes, voir Bury.
Pierre Bury ou Burry, ou Pierre de Bur (en latin Petrus Burrus), né à Bruges le 2 ou 3 juin 1430, mort à Amiens le 25 avril 1504, est un ecclésiastique et poète franco-flamand.

## Biographie

### Jeunesse et formation
Bien qu'il soit né à Bruges, son père Michel Bur(r)y était de Noyon et sa mère Élisabeth Scrannen de Bergues. Très tôt orphelin de père, il fut confié par sa mère à son oncle Guillaume, chanoine d'Arras. Il fit ses études d'abord à Saint-Omer, ensuite à Paris, où il devint maître ès arts. De 1468 à 1475, il fit un séjour de sept ans en Italie, visitant Rome et passant une licence de droit canon à Plaisance. 

### Précepteur
Maître très réputé, il fut très sollicité comme précepteur de fils de familles nobles. Il le fut notamment de deux fils de Charles de Gaucourt (1421-1482), qui fut gouverneur de l'Île-de-France sous le règne de Louis XI ; les deux furent successivement évêques d'Amiens, Jean de Gaucourt de 1473 à 1476, Louis de Gaucourt de 1476 à 1482.

### Carrière religieuse
Louis de Gaucourt nomma Pierre Bury chanoine d'Amiens en 1482, mais il semble n'avoir fait dans cette ville que des séjours épisodiques. Il était également prêtre. 

### Carrière littéraire
Il fut un ami intime de Robert Gaguin, dont il dut faire la connaissance dès ses années d'étudiant à Paris. Gaguin lui adressa des lettres conservées dans sa Correspondance, et lui dédia son Compendium de Francorum origine et gestis.
Il passa un temps, au tournant du XVe  et du XVIe siècle, pour le meilleur poète français, surnommé l'« Horace de la France ». Son œuvre poétique est en latin.
Son premier biographe fut son ami Pierre Joulet, dit Petrus Juvenilis, natif de Tournai, dans l'édition des Pæanes quinque de 1505. Il affirme avoir dérobé ses manuscrits au poète pour les confier à l'imprimeur Josse Bade. 

## Tombeau
Son tombeau dans la cathédrale d'Amiens est un des ornements de cet édifice. Le chanoine poète est représenté à genoux devant un Ecce homo, auprès duquel saint Pierre, son patron, semble intercéder pour lui. Au bas de ce groupe, on lit un ci-gît en moyen français et un poème latin en trois distiques.

## Œuvres
- Moralium magistri Petri Burri carminum libri novem, Paris, Josse Bade, 1503.
- Pæanes quinque festorum Virginis Mariæ et quidam alii ejusdem hymni, Paris, Josse Bade, 1505.
- Cantica de omnibus festis Domini, Paris, Josse Bade, 1506.
- Hymni et cantica de festis sanctorum, Paris, Josse Bade, 1506.
- Carmina de purificatione et annunciatione Mariæ, Deventer, Jacobus van Breda, 1512.